# آک‌بانک
آک‌بانک (به انگلیسی: Akbank) شرکت خدمات مالی و بانکداری ترکیه‌ای است، که طیف وسیعی از خدمات بانکی شامل بانکداری خرد، بانکداری اختصاصی، بانکداری شرکتی، بانکداری سرمایه‌گذاری، کارت اعتباری و وام مسکن را ارائه می‌کند.
آک‌بانک در سال ۱۹۴۸ توسط حاجی عمر سابانجی، در شهر آدانا تأسیس شد و در حال حاضر در فهرست ۵۰۰ بانک بزرگ جهان در رتبه ۹۴ قرار دارد. بزرگترین سهام‌داران آک‌بانک؛ خانواده سابانجی و بانک آمریکایی سیتی‌گروپ می‌باشند.
شعبه مرکزی این بانک در شهر استانبول، ترکیه قرار دارد و بخشی از سهام آن در بازار بورس استانبول معامله می‌شود.